# Ingerid Gjøstein Resi
Ingerid Gjøstein Resi, född 15 juli 1901 i Stavanger, död 6 augusti 1955 i Sovjetunionen, var en norsk filolog, liberal politiker (Venstre) och kvinnorättskämpe. Hon var ordförande för Norsk Kvinnesaksforening från 1952 tills hon dog i en flygolycka i Sovjetunionen 1955 tillsammans med resten av en diplomatisk delegation. Hon var också politiker i Venstre och bl.a. styrelseledamot på nationell nivå. Hon var utbildad filolog och var forskare vid Det norske litterære ordboksverk (numera Universitetet i Oslo).